# Vicky Nguyễn
Vicky Nguyễn (sinh khoảng năm 1979) là nhà báo điều tra người Mỹ gốc Việt từng làm việc cho đài NBC News ở New York. Nguyễn gia nhập NBC News vào tháng 4 năm 2019 với tư cách là phóng viên Điều tra và Tiêu dùng. Phóng sự của bà từng được xuất hiện trên The Today Show, 3rd Hour Today, Nightly News with Lester Holt, NBC News Now và MSNBC.
Trước khi chuyển đến New York, Nguyễn vào làm tại đài NBC Bay Area, KNTV ở Khu vực vịnh San Francisco. Tại đây, bà là phóng viên điều tra cấp cao của Đơn vị Điều tra NBC Bay Area và là người dẫn chương trình tin tức tối Chủ nhật trên NBC Bay Area. Trước khi gia nhập NBC Bay Area, Nguyễn từng làm việc tại nhiều đài truyền hình khác nhau ở bang Florida, Nevada và Arizona.

## Thân thế và học vấn
Nguyễn chào đời tại Thành phố Hồ Chí Minh, Việt Nam khoảng năm 1979. Khi còn rất nhỏ, bà và cha mẹ mình đã trốn khỏi Việt Nam để tị nạn. Sau hai ngày hai đêm lang thang và một cuộc tấn công của cướp biển Thái Lan ngoài biển khơi, thuyền của họ cập bến bờ biển Malaysia, rồi cả nhà Nguyễn được ở trong một trại tị nạn trong suốt 14 tháng trời. Năm 2 tuổi, Nguyễn di cư sang Mỹ. Một gia đình ở Eugene, Oregon đã bảo lãnh gia đình bà sang Mỹ. Nguyễn đã dành phần lớn thời thơ ấu sinh sống ở San Jose và Santa Rosa, và trở thành công dân Mỹ khi mới lên 10 tuổi.
 Nguyễn tiếp tục theo học đại học tại Đại học San Francisco với học bổng học thuật. Trong suốt thời gian ở trường đại học, Bà gia nhập đội cổ vũ và lên làm chủ tịch hội sinh viên. Năm 2000, Nguyễn tốt nghiệp thủ khoa của lớp với bằng truyền thông và bằng phụ về sinh học.

## Nghề nghiệp

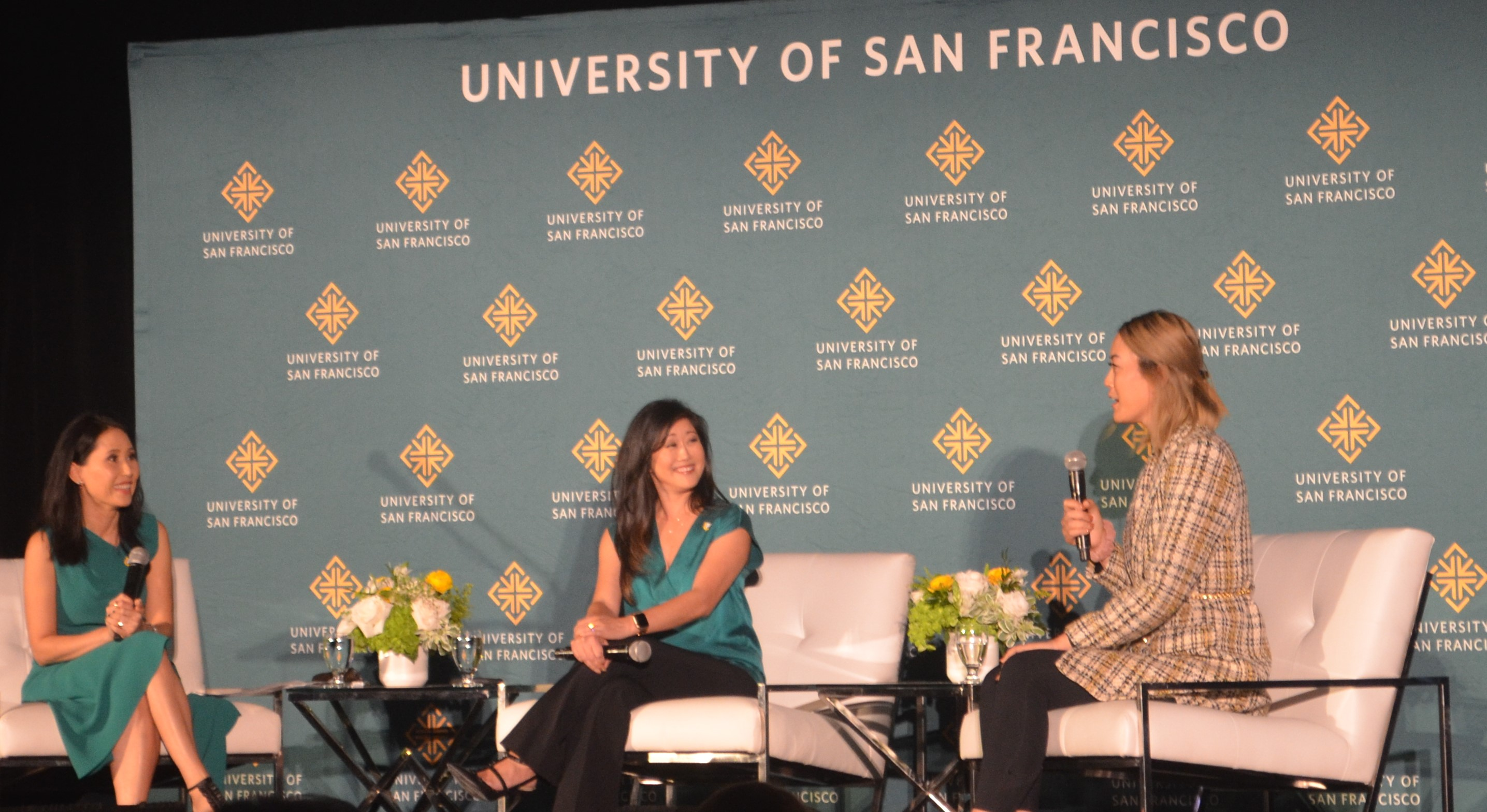
Nguyễn (bên trái) tại sự kiện Silk Speaker Series cùng vận động viên trượt băng nghệ thuật Kristi Yamaguchi (giữa) và tay golf Michelle Wie tại Đại học San Francisco (2021)

Nguyễn bắt đầu sự nghiệp với hãng tin Central Florida News 13 ở Orlando, Florida. Lúc đó, bà đã quay, viết và biên tập các câu chuyện của mình trước khi đưa tin trực tiếp. Bà từng viết trên blog của mình rằng, "Tôi là 'nhóm một người'. Tôi đã quay video của mình trên máy ảnh DVC Pro nặng 20 pound (và) mang theo giá ba chân nặng 15 pound của riêng mình". Về sau Nguyễn chuyển sang chi nhánh KOLO của hãng ABC ở Reno, Nevada với tư cách là phóng viên trực đêm và người phụ trách bản tin phụ.
Sau thời gian ở Reno, Nguyễn bèn dọn sang Phoenix, Arizona vào làm cho hãng KSAZ. Tại KSAZ, bà có thể đưa tin về những câu chuyện quốc gia. Các cuộc phỏng vấn đáng chú ý bao gồm Alex Trebek, Tyra Banks, Shaquille O'Neal và Thượng nghị sĩ John McCain. Nguyễn cũng có cơ hội đưa tin về các cuộc điều tra Kẻ sát nhân cơ bản và Tay súng giết người hàng loạt trong thời gian làm việc cho hãng KSAZ, đây là trường hợp đầu tiên mà hai kẻ giết người hàng loạt riêng biệt tấn công cùng một thành phố vào cùng một thời điểm.

### NBC
Nguyễn bèn quay lại Bắc California vào tháng 1 năm 2007 và bắt đầu làm việc với đài NBC Bay Area trong vai trò phóng viên tự do. Ngay sau đó, bà được tuyển dụng toàn thời gian và làm phóng viên chuyên trách cho KNTV. Nguyễn cuối cùng mới được thăng chức thành phóng viên điều tra/cao cấp của KNTV. Trên cương vị này, bà hợp tác chặt chẽ với Đơn vị Điều tra NBC Bay Area.
Tháng 4 năm 2019, Nguyễn chuyển từ California đến New York để nhận vai trò mới là phóng viên điều tra và tiêu dùng cho NBC News. Kể từ khi gia nhập NBC News, bà từng tham gia mấy chương trình như The Today Show, 3rd Hour Today, Nightly News with Lester Holt, NBC News Daily và MSNBC.

## Giải thưởng
Nguyễn được vinh danh qua Giải thưởng Đại học Alfred I. duPont-Columbia năm 2019 vì bài báo "Drivers Under Siege" viết về sự gia tăng những vụ tấn công bạo lực nhằm vào những người điều hành xe buýt ở Vùng Vịnh. Công trình của bà được ghi nhận bằng Giải thưởng Scripps Howard, Giải thưởng Gerald Loeb, Giải thưởng Sigma Delta Chi Hội Nhà báo Chuyên nghiệp của Câu lạc bộ Báo chí Quốc gia, ba Giải Gracie, hai Giải Clarion, 15 Giải Emmy khu vực và ba Giải Murrow khu vực.
Ngoài ra, bà còn giành được một số giải thưởng từ Hiệp hội Nhà báo người Mỹ gốc Á (AAJA) và Hiệp hội Giám đốc Tin tức Phát thanh và Truyền hình (RTNDA).
- Giải thưởng Scripps Howard năm 2015 - Giải thưởng Jack R. Howard về Phạm vi Đưa tin Địa phương Chuyên sâu Truyền hình/Cáp.[10]
- Giải thưởng Gerald Loeb Award năm 2015 - Thắng Giải Video/Âm thanh.[9]
- Giải thưởng Alfred I. duPont-Columbia năm 2019.[11]
- Người Phụ nữ New York gây Ảnh hưởng năm 2020 theo Variety.[12]